# Montvalent
Montvalent – miejscowość i gmina we Francji, w regionie Oksytania, w departamencie Lot.
Według danych na rok 1990 gminę zamieszkiwały 233 osoby, a gęstość zaludnienia wynosiła 8 osób/km² (wśród 3020 gmin regionu Midi-Pireneje Montvalent plasuje się na 830. miejscu pod względem liczby ludności, natomiast pod względem powierzchni na miejscu 320.).